# Bernhard Roßhoff
Bernhard Roßhoff (* 11. Juli 1908 in Hiesfeld, Kreis Dinslaken; † 11. Januar 1986 in Sonsbeck) war ein deutscher Politiker der CDU.

## Ausbildung und Beruf
Bernhard Roßhoff wurde als sechstes von zehn Kindern des katholischen Modellschreiners Johann Heinrich Roßhoff im niederrheinischen Hiesfeld, heute ein Ortsteil von Dinslaken, geboren. Er absolvierte die Volksschule und das Realgymnasium in Dinslaken. Daran schloss sich der Besuch der Verwaltungsschule an. Roßhoff war von 1925 bis 1937 im kommunalen Verwaltungsdienst der Stadt Dinslaken tätig und von 1937 bis 1948 in der Finanzverwaltung. Von 1948 bis 1969 war er Amtsdirektor der niederrheinischen Gemeinde Sonsbeck. Von 1969 bis zu seiner Pensionierung 1972 wirkte er als Gemeindedirektor in Sonsbeck.

## Politik
In der Jugend schloss sich Bernhard Roßhoff der christlich-sozialen Arbeitnehmerbewegung an und war Mitglied des Windthorstbundes und der Zentrumspartei. 1946 war er Mitbegründer der CDU am Niederrhein. Mitglied des Vorstandes des Ortsverbandes Sonsbeck der CDU war Bernhard Roßhoff seit 1970. 1974 wurde er Mitglied des Vorstandes der CDU Kreispartei Wesel. Von 1956 bis 1964 war er als Mitglied der Landschaftsversammlung Rheinland im Sozial- und Kulturausschuss tätig. Von 1958 bis 1967 war er als Mitglied des Verwaltungsausschusses des Arbeitsamtes Moers und von 1967 bis 1972 des Arbeitsamtes Wesel tätig.
Bernhard Roßhoff war vom 26. Juli 1970 bis zum 28. Mai 1980 direkt gewähltes Mitglied des 7. und 8. Landtages von Nordrhein-Westfalen für den Wahlkreis 043 Moers III. Er war im Verkehrsausschuss und im Ausschuss für Land-, Forst- und Wasserwirtschaft tätig.

## Privates
Neben seinen beruflichen und politischen Tätigkeiten war der christlich geprägte Bernhard Roßhoff auch kulturell engagiert. Seit seiner Jugend hatte er Kontakt zu Pfarrer Augustinus Winkelmann (1881–1954) in Marienthal (Hamminkeln), der das Interesse junger bildender Künstler an sakraler Kunst förderte. Nach dem Kriege war Bernhard Roßhoff langjährig aktiv als Vorstandsmitglied des Xantener Dombauvereins zur Wiederherstellung und Restaurierung des sogenannten Xantener Doms, der Stiftskirche St. Viktor. Auch die Geschichte seiner Wahlheimat Sonsbeck interessierte ihn sehr. Daraus resultierten zahlreiche Veröffentlichungen über geschichtliche Aspekte von Sonsbeck und den umliegenden Gemeinden.

## Ehrungen
- 1978: Verdienstkreuz am Bande der Bundesrepublik Deutschland[7]

## Veröffentlichungen
- Ein Gang zum Hasenacker. In: Heimatkalender für den Kreis Moers 1952, S. 54
- Zur Geschichte des Armenwesens in Sonsbeck. In: Heimatkalender für den Kreis Moers 1954, S. 140–144
- Aus der Frühzeit der Sonsbecker Geschichte. In: Heimatkalender für den Kreis Moers 1957, S. 123–126
- Christian s’Grootens aus Sonsbeck. In: Heimatkalender für den Kreis Moers 1958, S. 31–33
- Aus dem alten Labbeck. In: Heimatkalender für den Kreis Moers 1960, S. 57–62
- Kloster St. Bernardin in Hamb. In: Heimatkalender für den Kreis Moers 1961, S. 33–39
- Begegnung mit Heinrich Lersch. In: Heimatkalender für den Kreis Moers 1962, S. 81
- Die Pfälzer Siedlung auf Bönninghardt. In: Heimatkalender für den Kreis Moers 1964, S. 83–87
- Sonsbeck: Von der klevischen Stadt zur Einheitsgemeinde. In: Heimatkalender für den Kreis Moers 1970, S. 53–59
- Gedenkblatt für Emil Barth. In: Heimatkalender des Kreises Wesel 1980, S. 115–116
- Der Ferkelmarkt in Sonsbeck. In: Heimatkalender des Kreises Wesel 1980, S. 175–179
- Augustinus Winkelmann. In: Heimatkalender des Kreises Wesel 1981, S. 69–76
- Die Apotheke in Sonsbeck. In: Heimatkalender des Kreises Wesel 1981, S. 154–156
- Das Dorf im Wandel – Labbeck, Bauernschaft und Wohndorf. In: Heimatkalender des Kreises Wesel 1982, S. 150–155
- 500 Jahre Sonsbecker Kalvarienberg, in: Heimatkalender des Kreises Wesel 1983, S. 97–99
- Das Rechnungsbuch des Töpfers Heinrich Nobis aus Sonsbeck. In: Heimatkalender des Kreises Wesel 1985, S. 36–40
- Gemeinde Sonsbeck am Niederrhein, Rheinische Kunststätten 313, Rheinischer Verein für Denkmalpflege und Landschaftsschutz, Neuss 1986, ISBN 3-88094-529-2
- Die Handschriften des Andreasklosters in Sonsbeck in der Landesbibliothek in Darmstadt. In: Heimatkalender des Kreises Wesel 1987, S. 36–39
- Das Andreaskloster in Sonsbeck-Stiftung, Grunderwerb, Anfänge. In: Heimatkalender des Kreises Wesel 1988, S. 47–56
- B. Roßhoff, G. Schwarzwald: Sonsbeck 1320–1970, Daten, Urkunden, Inschriften, Sonsbeck 1970
- Kindheitserinnerungen aus Dinslaken-Hiesfeld. In: Jahrbuch Kreis Wesel, Teil 1: 2018, S. 234–240; Teil 2: 2020, S. 146–152